# Frank Black and the Catholics (musikalbum)
Frank Black and the Catholics är första albumet Frank Black släppte med gruppen The Catholics även om de medverkade även på The Cult of Ray från 1996.
Albumet spelades in live i studion under två dagar i mars 1997 men på grund av bråk med Blacks dåvarande skivbolag American Recordings kom albumet inte ut förrän över ett år senare då Black brutit samarbetet med American och gav ut skivan på SpinArt Records istället.

## Låtlista
1. All My Ghosts
2. Back To Rome
3. Do You Feel Bad About It?
4. Dog Gone
5. I Gotta Move
6. I Need Peace
7. King & Queen Of Siam
8. Six-Sixty-Six (skriven av Larry Norman)
9. Solid Gold
10. Steak 'n' Sabre
11. Suffering
12. The Man Who Was Too Loud